# Бакэу
Бакэ́у (рум. Bacău, венг. Bákó, нем. Bakau или Barchau, тур. Bakio ), Бакеу, Бакау — город в Румынии, в регионе Молдова, административный центр уезда (жудеца) Бакэу.

## География
Город расположен в исторической области Молдавия в предгорьях Карпат, на реке Быстрице (Бистрица-Молдовяна). На реке расположены две ГЭС — Бакэу I и Бакэу II, относящиеся к городу.

## История
Первое упоминание о городе относится к 1408 году. 
В XV — XVII столетиях важный таможенный и торгово-ярмарочный центр Молдавского господарства (княжества).
В 1824 и 1838 годах здешних евреев, а местная еврейская община была самая старая в Молдавии, обвинили в ритуальном убийстве, и эти процессы кончились весьма печально для всей общины.
С 1866 года евреи часто страдали от погромов.
На 1891 год Бакау главный город округа того же имени и узловая станция железнодорожных линий Роман — Букарест и Бакау — Окна, ведущей к богатым соляным копям Тургуль-Окна и весьма посещаемым минеральным водам Сланид (румын. Эмс). В городе проживало около 18 000 жителей. Была гимназия. Также шла большая торговля лесом, который сплавлялся из Карпатских гор, и уже из окружного города отправлялся железной дорогой и гужом в степь.
На 1907 год окружный город (главный город области) в Молдавии (Румыния).
На 1926 год Бакеу важный промышленный город в Молдавии (Южной Румынии), в Румынском королевстве, в котором проживало около 17 000 жителей. Было много заводов для переработки нефти, лесопильных, суконных, металлургических, литейных и других фабрик. 

## Население
По переписи 1876 года в Бакау жило 743 еврейских семейств, а по другим данным, из 15 000 человек общего населения города евреи составляют половину.
Население, на год:
- 1907 — 16 000 жителей[5].
- 2005 — 171 400 человек[7].
- 2011 — 133,4 тыс. жителей[2].

## Города-побратимы
Бакэу является городом-побратимом следующих городов:
- Турин, Италия
- Блаж, Румыния
- Петах-Тиква, Израиль
- Мандауэ, Филиппины

## Персоналии
- Белиган, Раду — почётный гражданин города.
- Фрунзетти, Ион — румынский антрополог культуры, критик и историк искусства, публицист, поэт, эссеист и переводчик. Педагог, профессор Бухарестского института изобразительных искусств «Николае Григореску». Член Румынской академии.